# 渤海街道 (盘锦市)
渤海街道，是中华人民共和国辽宁省盘锦市兴隆台区下辖的一个乡镇级行政单位。

## 行政区划
渤海街道下辖以下地区：
景园社区、长湖社区、兴油社区、永祥社区、消防社区、测井社区、钻工村社区、海园社区和天丽家园社区。